# Hydractinia angusta
Hydractinia angusta är en nässeldjursart som beskrevs av Gustav Hartlaub 1904. Hydractinia angusta ingår i släktet Hydractinia och familjen Hydractiniidae. Inga underarter finns listade i Catalogue of Life.